# إيليا زريق
إيليا زريق (1939 - 16 كانون الثاني/ يناير 2023) هو كاتب وباحث أكاديمي فلسطيني، وأستاذ فخري في علم الاجتماع في جامعة كوينز في مدينة أونتاريو في كندا منذ عام 2005. يشغل منذ عام 2017 منصب أستاذ زائر في معهد الدوحة للدراسات العليا - مركز دراسات النزاع والعمل الإنساني. تتناول أبحاثه مجالين: الشرق الأوسط والمراقبة. وتركز أبحاثه أيضا على سوسيولوجيا المجتمعات الاستيطانيَّة الكولونياليَّة وأنماط المراقبة. أصدر كتبًا عدّة عن الشرق الأوسط، له دراسات وأبحاث وكتب عدة أهمها:
«مشروع إسرائيل الكولونيالي في فلسطين: المطاردة الوحشيَّة Israel’s Colonial Project in Palestine: Brutal Pursuit (2016)».
صدر له أيضاً عن سلسلة “ترجمان” في المركز العربي للأبحاث ودراسة السياسات كتاب: «المراقبة وحفظ الأمن على الصعيد العالمي: الحدود والأمن والهوية، وهو ترجمة عماد شيحة العربية لكتاب Global Surveillanceand Policing: Borders, security, identity»، الذي حرره إيليا زريق ومارك بي. سالتر.
يضمّ الكتاب دراساتٍ مختارة، وثيقة الصلة بهذا الموضوع، إذ تتناول حفظ أمن الحدود المادية والافتراضيَّة ومراقبتها في زمن تتزايد التهديدات المتخيّلة.
وله من الدراسات «قضايا في تطوّر العلوم الاجتماعية في العالم العربي» تهدف هذه الدراسة إلى تقييم البحث المعاصر في العلوم الاجتماعيَّة العربيَّة، مع التركيز على القضايا المنهجية في علم الاجتماع والأنثروبولوجيا. تبيّن الدراسة أنَّ العلوم الاجتماعيَّة العربيَّة تعاني اعتمادية مفرطة على المفاهيم المستمدة من تجربة المجتمعات الغربيَّة، كما أنّ الأبحاث المنشورة تعتمد اعتمادًا كبيرًا على المناهج الكيفية في البحث وعلى دراسات الحالة. تُرجع الدراسة القصور الذي يعانيه الإنتاج العربي في العلوم الاجتماعيَّة والإنسانية، أساسًا، إلى التسلطيّة وغياب الديمقراطيَّة في أنظمة الحكم العربيَّة، وهو العامل الذي يجبر الباحثين العرب على تجنب بحث القضايا المهمّة والإشكاليّة مثل قضايا التنوع الثقافي والإثني. وعلى الرغم من ذلك، تشير الدراسة أيضًا إلى جهود عربيّة بحثيّة مهمّة درست اتجاهات الرأي العام العربي، والتحولات الديموغرافيَّة، والاستعمار والرقابة وغيرها. تختم الدراسة بالكشف عن كيفية استفادة الحكومات الغربيَّة من الباحثين الغربيين للتدخل في شؤون العالم الثالث، وهو ما يعتبر خرقًا للمعايير الأخلاقيَّة للبحث العلمي.

## مؤلفاته
- مشروع إسرائيل الكولونيالي في فلسطين: المطاردة الوحشية Israel’s Colonial Project in Palestine: Brutal Pursuit (2016)[8]
- المراقبة وحفظ الأمن على الصعيد العالمي: الحدود والأمن والهوية[10]